# Plaça Vella (Vilobí d'Onyar)
La Plaça Vella és l'espai públic obert més antic del nucli de Vilobí d'Onyar (Selva). És de planta rectangular i hi desemboquen quatre carrers. Al costat nord, davant de la rectoria, hi ha una zona d'arbres i bancs i la resta és esfaltada amb aparcaments. A ponent hi ha el carrer de sant Narcís amb les cases que corresponen a una primera fase de creixement vuitcentisa de la vila. Són edificis entre mitgeres formats per obrador a la planta baixa i dos pisos superiors d'habitatge, el del primer pis amb obertura qadrangular i barana de ferro forjat. Seguint aquesta línia de façana, trobem la casa d'un antic ferrer que conserva la llinda amb la data de 1628 i la façana lateral de Can Roscada.Tant el conjunt de la plaça com l'edifici del número 11 formen part de l'Inventari del Patrimoni Arquitectònic de Catalunya.

## Història
Durant segles, la vila de Vilobí només era un reduït conjunt de cases al voltant del castell. El recinte quedava tancat per la muralla aixecada en el lloc del carrer de la Clau. Tota aquesta àrea quedava en l'espai de la sagrera o cellera. L'any 1338 hi havia unes tretze cases, tres de les quals eren fora muralla, on avui hi ha el carrer Onyar i la plaça Vella.
Al segle xix es dugué un procés d'urbanització promogut per Narcís Rodó que va consistir en un grup de sis cases aixecades a l'inici del carrer sant Narcís i la plaça Vella. El sistema d'aquisició era per mitjà d'emfiteusi, o sigui, cessió perpètua del terreny amb l'obligació d'edificar-lo pagant una entrada i un cens anual al propietari. La configuració actual de la plaça Vella data de l'any 1937, quan es va incorporar part del jardí de la rectoria com a espai públic i es va enderrocar la primera casa del carrer de l'església.

## Edifici del número 11

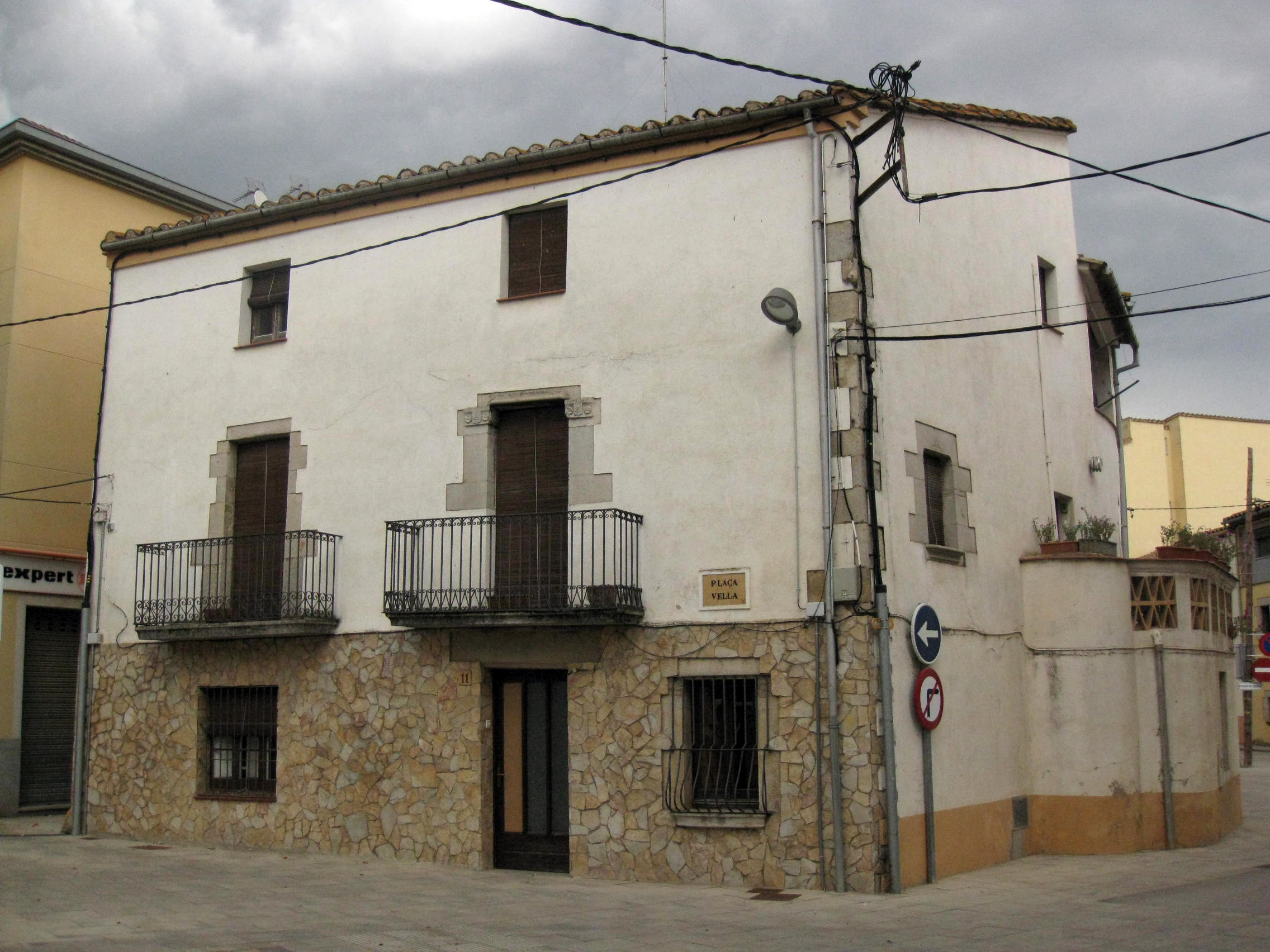
Casa a la plaça Vella núm. 11 de Vilobí d'Onyar.

L'edifici situat al número 11 de la Plaça Vella de Vilobí d'Onyar forma part de l'Inventari del Patrimoni Arquitectònic de Catalunya. La casa està situada entre el carrer de la Clau, el carrer Onyar i la plaça Vella. És un edifici cantoner de tres plantes i vessant a façana. Tot i que l'estructura original del segle xvi s'ha mantingut, les reformes realitzades al llarg del segle XX han modificat força la seva fesomia. De l'edifici original es conserva la llinda de la porta que té el text inscrit "A X de abril 1580" i part de la finestra de la primera planta, reconvertida en porta, amb les impostes decorades amb motius florals i escuts en relleu. La façana lateral mostra una finestra amb llinda monolítica amb motiu ornamental de fulla de roure. El parament és arrebossat pintat excepte la planta baixa de la façana principal que presenta un aplacat de pedra irregular. Està situada a la plaça Vella que es va ampliar, en la forma actual, l'any 1937, amb el jardí de la rectoria i l'enderroc de la primera casa del carrer de l'església, la casa del Teixidor.